# Kaori Kawanaka
Kaori Kawanaka (7 de março de 1985, Kotoura) é uma arqueira japonesa.

## Olimpíadas
Obteve uma medalha de bronze por equipes nos Jogos Olímpicos de Verão de 2012, mas ficou apenas em 33º lugar no individual .